# 王桑
王桑（3世纪？—312年），西晋、五胡十六国時代将领，東萊郡人，汉赵大将軍王彌的堂弟。
306年，劉伯根在東萊郡惤县反晋，自称惤公。王桑、王弥带领家奴僮仆跟随劉伯根，劉伯根任王弥为长史，王桑担任东中郎将。劉伯根被西晋安北将軍王浚击败，战死，其部众归属王弥。
308年五月，王弥軍攻打洛阳失敗，王桑与王弥从轵关到平阳，归顺汉王劉淵。劉淵派遣侍中兼御史大夫到郊外迎接，任命王桑为散騎常侍。後来晋升为平北将軍。309年十二月，王桑与曲阳王刘贤、征北大将军刘灵、安北将军赵固在东边的内黄县驻扎，晋升为平北大将軍。
310年七月，王桑和車騎将軍楚王刘聪、龍驤大将軍始安王刘曜、平東大将軍石勒、安北大将軍趙固一起包围河内。西晋朝廷派遣援軍，王桑与石勒进军長陵，击败晋朝征虜将軍宋抽、冠軍将軍梁巨，并杀死宋抽。河内居民抓住河内郡太守裴整降汉。311年四月，与趙固一起攻打彭城，斩杀西晋徐州刺史裴盾。
312年四月，王弥被石勒所灭，王桑、趙固担心军队被石勒吞并，想率兵返回平阳。军中缺粮，士卒竟互相宰食。于是从碻磝津西渡黄河，进攻抢掠黄河以北的郡县。西晋并州刺史刘琨兄子劉演担任魏郡太守，镇守邺城。王桑害怕刘演阻击，派長史臨深到晋陽刘琨处作为人质。劉琨接受，任赵固为雍州刺史，王桑为豫州刺史。
六月，王桑再次想要归漢，从怀县请求接应，汉帝劉聪派镇远将军梁伏疵带兵迎接。汉军还没有到达时，长史临深、将军牟穆带领一万军队投归西晋魏郡太守劉演。王桑于是与汉赵决裂，又带领军队向东赴青州。赵固已经心向刘聪，派兵追击，在曲梁杀了王桑。王桑的部将张凤带领残部投归刘演。